# 馬爾灣
60°42′S 44°31′W / 60.700°S 44.517°W
馬爾灣是南極洲的海灣，位於南奧克尼群島的勞里島北岸，處於瓦拉維爾角和弗雷澤角之間，該海灣在1903年由蘇格蘭的探險隊繪入地圖。